# Tarcetta
Tarcetta (Tarčet in sloveno, Tarcete in friulano) è una frazione del comune di Pulfero, comune autonomo fino al 1929 quando, unito al comune di Rodda, diede vita all'attuale comune di Pulfero.
Il nome sembra fare riferimento al latino Trecenta (iugera, unità di misura dei campi).